# Plexippus wesolowski
Plexippus wesolowski är en spindelart som beskrevs av Biswas, Raychaudhuri 1997 [1998. Plexippus wesolowski ingår i släktet Plexippus och familjen hoppspindlar. Inga underarter finns listade i Catalogue of Life.